# Hét Nap
A Hét Nap a vajdasági magyarság (1992-ig jugoszláviai, majd 2006-ig szerbia-montenegrói, 2006-tól szerbiai) hetilapja. A hírlap helyi jelentőségű hírekkel, riportokkal, színes, tematikus mellékletekkel, péntekenként jelenik meg. Tulajdonosa a szabadkai székhelyű Magyar Nemzeti Tanács.

## Története

### 7Nap
A Hét Nap (eredetileg 7 Nap) első száma 1946. április 5-én, tizenkét oldalon, 5000 példányban jelent meg Újvidéken, ahol a hetilapot hét éven át – egészen 1953. március 1-jéig – szerkesztették és nyomtatták, ezt követően került át Szabadkára. Az alapító a Szocialista Szövetség tartományi részlege, a Vajdasági Népfront volt.

A hetilap eredeti, évtizedeken át használt logója

A kezdeti, újvidéki évek rámutattak arra, hogy a lapnak új közeget kell találnia ahhoz, hogy fennmaradjon. A szerkesztés Szabadkára helyezése jó döntésnek bizonyult, mert a példányszám rövidesen 8500-ra ugrott. 1975 decemberétől a lap megújulva és 14 oldalas melléklettel jelent meg. Őt évvel később, 1980 februárjában az újság korszerűbb alakot öltött, innentől fogva a Melléklet is egyre nagyobb szerepet játszott.
A lap végleges, máig ismert magazinszerű formáját 1984 áprilisától viseli, innentől kibővült tartalommal és nem az addigi 32+, hanem 68 oldalon jelenik meg.

#### Háborús évek válsága
A lap élete a 90-es évek mozgalmas, tragikusan alakuló politikai helyzete miatt (Délszláv háború és szövődménye, az ország többszöri átszerveződése) nem zökkenőmentes. Ez a gazdaságilag is válságos időszak sok – nemcsak kisebbségi – sajtóterméket megviselt.
A megszűnéssel fenyegetett eredeti 7 Nap – erősen bulvárosodva – már csak kéthetenként, de továbbra is állami támogatással folytatja útját. Alapítóként Vajdaság Autonóm Tartomány (már nem Szocialista AT) Képviselőháza jelenik meg. Lapcím alatti "kéthetenként megjelenő családi lap" felirattal, megtartva az évfolyam szerinti folyamatos számozást 1994 szeptemberétől látjuk ilyen formában. A lap igazgatója, egy személyben fő- és felelős szerkesztője Csordás Mihály.
A szerkesztőség azonban megoszlik, és ezek a válságos évek kettő-, sőt három "7 Nap" illetve "Hét Nap" párhuzamos megjelenését hozzák.

#### Új Hét Nap
A lap a centralizált szerkesztéspolitika és cenzúra miatt kénytelen újraszerveződni, 1993-tól Új Hét Nap néven, egy évvel később Szabad Hét Nap név alatt jelenik meg (utóbbi névváltoztatás a növekvő belpolitikai nyomás és az újságíró-társadalomban kialakuló ellentétharc beszédes mutatója volt).
A sajtóösszefoglalók egy részében a lap történetét erősen egyszerűsítve úgy közlik, hogy a vajdasági magyarok körében népszerű 7 Nap magazinujság 1993. augusztus 6-án megszűnt, majd a lap privatizációja után "vajdasági magyar hetilap" megjelöléssel alakul újjá. Ez azonban csak részben igaz, mert az "állami" 7 Nap egészen 2000 végéig tovább él, annak két "szabadsajtós" változata pedig önszerveződéssel próbálja – több-kevesebb sikerrel – megállni a helyét.
Az új törekvésekben a régi lap ujságírógárdájából kivált Dudás Károly jeleskedik. A lap újrakezdésére valójában az elkommercializálódott, tartalmilag ellaposodott, politikai benyomás alá került vajdasági magyar sajtó megmentése érdekében került sor. Hivatalosan, az Új Hét Nap első száma 1993. november 5-én jelenik meg, azonban ezt megelőzte egy majdnem két éves kiadási időszak: az "Új Hét Nap" megváltoztatott logóval, kis példányszámban, először 1990 és 1991 között látott napvilágot (nem kevesebb mint 31 számmal) mielőtt 1993-ban újraindították. Így is, a lap viszonylag rövid életű marad, utolsó száma (időközbeni újabb logóváltással) 1995 áprilisában jelenik meg a vajdasági ujságárusoknál.

#### Szabad Hét Nap
Már az "Új Hét Nap" újraindítását követő év kitérővel kezdődik, ugyanis 1994-től az új címmel indult lap szerkesztőségének egy része is kiválik, majd ugyancsak "vajdasági magyar hetilap" megjelöléssel, új lapot indít. Az új hetilap indításából is Dudás Károly (főszerkesztőként), és az új igazgató Gerlovics Szilveszter veszik ki oroszlánrészüket.
A Szabad Hét Nap első száma – már a ma ismert új logóval – 1994. augusztus 4-én jelenik meg. A 7 Nap odáig ismert magazin-külseje nem változik, a székhelye is Szabadkán marad. A lapot a Dudás Károly által indított Pannon Press Kft. nyomdája adja ki, ugyancsak hetente. Ez az ujság már mindenben – címlapkülső, tördelés és szedés, kolumnák – a mai lap elődjének tekinthető.

### Hét Nap
A hetilap túlélve a 90-es évek válságos időszakát megért a konszolidálódásra. A 2000-es évek meghozták a várva-várt – Szerbiában csak nehezen kivárt – rendszerváltást és politikai reformot. 2000 végén megszűnik mind a 7 Nap, mind a Szabad Hét Nap és a kettő egyesítéséből 2001. január 1-jén elindul (Hét Nap fejléccel) az új/régi hetilap, Dudás Károly, immáron tiszteletbeli főszerkesztő vezetésével.

## Munkatársai
Fő- és felelős szerkesztők:
- Hock Rezső (1946–1948)
- Steinitz Tibor (1948–1952)
- Nagy Ferenc (1953–1956)
- Kolozsi Tibor (1956–1971)
- Petkovics Kálmán (1972–1974)
- Brenner János (1975–1979)
- Mészáros Zakariás (1979–1984)
- Biacsi Antal (1984–1990)
- Csordás Mihály (1991–1993)
- Dudás Károly (1994-2012)
- Tomek Viktor (2013-2016)
- Talpai Lóránt (2017-2019)
- Tóth Lívia (2020-).